# Масарела (Фиренца)
Масарела је насеље у Италији у округу Фиренца, региону Тоскана.
Према процени из 2011. у насељу је живело 499 становника. Насеље се налази на надморској висини од 39 м.